# Svante Pääbo
Svante Pääbo (Estocolmo, 20 de abril de 1955) es un biólogo sueco-estonio especialista en genética evolutiva humana. Obtuvo su doctorado en la Universidad de Upsala en 1986. Desde 1997 se ha desempeñado como director del Departamento de Genética del Instituto Max Planck de Antropología Evolutiva en Leipzig, Alemania.
Fue galardonado con el Premio Nobel de Fisiología o Medicina en 2022, «por su descubrimiento sobre el genoma de homínidos extintos y la evolución humana».
Su padre fue el bioquímico Sune Karl Bergström, quien también obtuvo el Premio Nobel de Fisiología o Medicina cuatro décadas antes, en 1982, de forma compartida con Bengt Samuelsson y John Robert Vane.

## Trabajo
En agosto de 2002, encabezó el equipo que publicó una serie de descubrimientos sobre el «gen del lenguaje», FoxP2, el cual está ausente o se encuentra dañado en algunos individuos con discapacidades fonoaudiológicas.
Es considerado como uno de los fundadores de la paleogenética, disciplina que utiliza los métodos de la genética para estudiar a los primeros humanos y otras poblaciones de la prehistoria. En 2006, anunció un plan para reconstruir el genoma completo del hombre de Neandertal, el Proyecto del genoma del neandertal. En 2007 fue nombrado por la revista Time como uno de los 100 personas más influyentes de ese año.
En febrero de 2009, en la reunión anual de la Asociación Estadounidense para el Avance de la Ciencia (AAAS), se anunció que el Instituto Max Planck de Antropología Evolutiva, en colaboración con la corporación 454 Life Sciences, había completado el borrador de la primera versión del genoma del Neandertal, con más de 3000 millones de pares de bases secuenciadas, proyecto que estuvo bajo su dirección.[cita requerida]
En marzo de 2010, junto con otros colegas, publicó un informe sobre el análisis del ADN de un hueso de dedo hallado en las cuevas de Denisova en Siberia, cuyos resultados sugirieron que pertenecía a un miembro extinto del género Homo aún no reconocido, bautizado como homínido de Denisova.

## Premios y reconocimientos
En 1992, recibió el Premio Gottfried Wilhelm Leibniz de la Fundación Alemana de Investigación, el cual es el más alto honor entregado a investigadores y científicos en Alemania.
Fue elegido como miembro de la Real Academia de las Ciencias de Suecia en 2000.
En octubre de 2009, la Foundation For the Future le entregó el premio Kistler en 2009 por su trabajo en el aislamiento y secuenciación de ADN antiguos.
En 2018 recibió el Premio Princesa de Asturias de Investigación Científica y Técnica.
En 2022 recibió el Premio Nobel de Fisiología o Medicina.
En 2023 recibió el doctorado honoris causa por la Universidad de Oviedo.
En 2025 obtuvo el quinto Premio Europeo de Ciencia Hipatia de Ciencias de la vida y de la salud.

## Vida personal
En el libro de 2014 de Pääbo, Neanderthal Man: In Search of Lost Genomes, afirmó que es abiertamente bisexual; asumió que era gay hasta que conoció a Linda Vigilant, una primatóloga y genetista estadounidense cuyos "encantos juveniles" lo atrajeron. Han sido coautores de muchos artículos, están casados y tienen un hijo y una hija juntos en Leipzig.

## Publicaciones
- Ver en Google Académico
- Pääbo, Svante (noviembre de 1993). «Ancient DNA». Scientific American 269 (5): 60-66.